# Újtikos megállóhely
Újtikos megállóhely egy Hajdú-Bihar vármegyei vasúti megállóhely, melyet a MÁV üzemeltetett. A személyszállítás szünetel.

## Áthaladó vasútvonalak
A megállóhelyet az alábbi vasútvonalak érintik:
- Ohat-Pusztakócs–Görögszállás-vasútvonal

## Kapcsolódó állomások
A megállóhelyhez a következő állomások vannak a legközelebb:
- Polgár megállóhely (Ohat-Pusztakócs–Görögszállás-vasútvonal)
- Reje megállóhely (Ohat-Pusztakócs–Görögszállás-vasútvonal)

## Megközelítése
A megállóhely Újtikos keleti szélén helyezkedik el, közúti megközelítését a helyi Fő utca teszi lehetővé.

## Forgalom
A megállóhelyen és az azt érintő vasútvonal egy szakaszán a vasúti forgalom 2009. december 13-a óta szünetel.
Bővebben: 2009-es magyarországi vasútbezárások